# Aparnes
Parnes o aparnes (grec parnoi o aparnoi, llatí parni o aparni, possible també sparnoi, sparni, variants eparnoi i asparoi) fou un tribu iraniana establerta a l'Ochos (modern Tadjend) una de les tres tribus de la confederació dels dahes. Van emigrar des del sud de Rússia a Dahistan (Dahestan) al sud-est de la mar Càspia. Sota el seu cap Arsaces van envair Pàrtia (la similitud del nom de parnes i parts és casual) vers el 240 aC o poc abans, va destronar a Andràgores que s'havia erigit en senyor d'aquestes terres revoltat contra els selèucides, i després de destruir diverses ciutats es van assentar i van originar l'Imperi Part.